# Вонси-Кольонія
Вонси-Кольонія (пол. Wąsy-Kolonia) — село в Польщі, у гміні Лешно Варшавського-Західного повіту Мазовецького воєводства.
Населення — 111 осіб (2011).
У 1975-1998 роках село належало до Варшавського воєводства.

## Демографія
Демографічна структура станом на 31 березня 2011 року:
|          | Загалом | Допрацездатний вік | Працездатний вік | Постпрацездатний вік |
| -------- | ------- | ------------------ | ---------------- | -------------------- |
| Чоловіки | 62      | 14                 | 40               | 8                    |
| Жінки    | 49      | 12                 | 27               | 10                   |
| Разом    | 111     | 26                 | 67               | 18                   |